# 김휘집
김휘집(金揮執, 2002년 1월 1일~)은 대한민국의 야구 선수로 현재 KBO 리그 NC 다이노스의 내야수로 뛰고 있다.

## 아마추어 경력
신일고등학교에서 주전 내야수로 활동했고, 2019년부터 주목받기 시작했다. 2020년에는 신일고등학교 야구부의 주장을 맡았다. 2020년 대통령배 대회에서 준우승을 했다.

## 프로 선수 경력

### 키움 히어로즈 시절
2021년에 키움 히어로즈에 입단하였다. 2021년 6월 16일 LG 트윈스와의 경기에 출전하며 데뷔 첫 경기를 치렀고, 경기에서 1타수 무안타, 2볼넷을 기록했다. 2021년 7월 5일 kt 위즈와의 경기에서 데뷔 첫 홈런이자 만루 홈런를 쳐 냈다.
2024년 5월 30일 2025년 신인드래프트 지명권(1라운드, 3라운드) ↔ 김휘집 트레이드로 NC 다이노스로 이적했다.

### NC 다이노스 시절
전반기 79경기 59안타(9홈런) 38득점 39타점 타율 0.221을 기록했다.
6월까지 타율 0.224로 부진한 모습을 보이다가, 7월 0.295, 8월 0.293, 9월 0.316으로 갈수록 개선된 모습을 보여줬다. 수비에서는 3루수로 61경기(434⅔이닝), 유격수로 68경기(501이닝), 1루수로 13경기(94이닝)을 뛰었다.
트레이드 이후 한화 이글스를 제외한 전 구단을 상대로 홈런을 기록하면서 KBO리그 역대 최초 전구단 홈런에 도전했지만, 9월 29일 한화 이글스와의 마지막 경기에서 홈런을 기록하지 못해 기록 달성이 무산됐다. 후반기 61경기 출장해 67안타(7홈런) 40득점 34타점 타율 0.303을 기록했다.
2024년 시즌 140경기 출장해 126안타(16홈런) 78득점 73타점 장타율 0.410 출루율 0.337 타율 0.258을 기록했다. 데뷔 후 가장 많은 경기에 출장했고, 안타, 홈런, 타율 커리어 하이를 기록했다. 수비에서는 3루수와 유격수 외 1루수 출장까지 하면서 유틸리티 선수로 활약했다.

## 국가대표 경력

### 2024년 WBSC 프리미어 12
김형준, 김주원과 함께 2024년 WBSC 프리미어 12 대표팀에 발탁됐다.
대만전에서 지명타자로 출장했으나, 안타 없이 나승엽과 교체됐다.
- 기록

| 타율  | 경기 | 타수 | 득점 | 안타 | 2루타 | 3루타 | 홈런 | 루타 | 타점 | 도루 | 도실 | 볼넷 | 사구 | 삼진 | 병살 | 장타율 | 출루율 | 실책 |
| ----- | ---- | ---- | ---- | ---- | ----- | ----- | ---- | ---- | ---- | ---- | ---- | ---- | ---- | ---- | ---- | ------ | ------ | ---- |
| 0.000 | 1    | 2    | 0    | 0    | 0     | 0     | 0    | 0    | 0    | 0    | 0    | 0    | 0    | 1    | 0    | 0.000  | 0.000  | 0    |

## 통산 기록
| 연도 | 팀명  | 타율  | 경기 | 타수 | 득점 | 안타 | 2루타 | 3루타 | 홈런 | 루타 | 타점 | 도루 | 도실 | 볼넷 | 사구 | 삼진 | 병살 | 실책 |
| ---- | ----- | ----- | ---- | ---- | ---- | ---- | ----- | ----- | ---- | ---- | ---- | ---- | ---- | ---- | ---- | ---- | ---- | ---- |
| 2021 | 키움  | 0.129 | 34   | 70   | 9    | 9    | 1     | 0     | 1    | 13   | 8    | 1    | 0    | 13   | 2    | 23   | 0    | 7    |
| 2022 | 키움  | 0.222 | 112  | 333  | 40   | 74   | 13    | 1     | 8    | 111  | 36   | 0    | 0    | 39   | 14   | 115  | 6    | 16   |
| 2023 | 키움  | 0.249 | 110  | 369  | 46   | 92   | 22    | 0     | 8    | 138  | 51   | 0    | 0    | 48   | 5    | 97   | 8    | 18   |
| 2024 | NC    | 0.258 | 140  | 488  | 78   | 126  | 24    | 1     | 16   | 200  | 73   | 4    | 3    | 52   | 10   | 119  | 16   | 16   |
| 통산 | 4시즌 | 0.239 | 396  | 1260 | 173  | 301  | 59    | 2     | 33   | 463  | 168  | 5    | 3    | 152  | 31   | 364  | 30   | 57   |

## 출신 학교
- 서울양목초등학교 (히어로즈리틀)
- 대치중학교
- 신일고등학교